# How Many Licks?
How Many Licks? è un singolo della rapper statunitense Lil' Kim in collaborazione col cantautore statunitense Sisqó, pubblicato il 21 novembre 2000 come secondo e ultimo estratto dal suo secondo album in studio The Notorious K.I.M..

## Tracce
CD Singolo
1. How Many Licks? (Explicit Version) – 3:54
2. How Many Licks? (Soul Society Remix) (Clean Version) – 3:49

CD Maxi
1. How Many Licks? (Soul Society Remix) (Clean) – 3:51
2. How Many Licks? (Sicknote 2 Step Remix) (Clean) – 4:16
3. How Many Licks? (Simon Vegas Remix) (Clean) – 3:55
4. How Many Licks? (Radio Edit) (Clean) – 3:54

- Extras: How Many Licks? (Video) 3:54

## Classifiche

### Classifiche settimanali
| Classifica (2000-01) | Posizione massima |
| -------------------- | ----------------- |
| Belgio (Fiandre)     | 7                 |
| Belgio (Vallonia)    | 51                |
| Germania             | 58                |
| Paesi Bassi          | 6                 |
| Stati Uniti          | 75                |

### Classifiche di fine anno
| Classifica (2001) | Posizione |
| ----------------- | --------- |
| Belgio (Fiandre)  | 37        |
| Paesi Bassi       | 85        |